# カラ出張
カラ出張（カラしゅっちょう）とは、 実際に出張した事実がないにもかかわらず、架空の出張を申請して経費を取得する犯罪行為（詐欺）。広義には、日帰り出張に対して宿泊費など余分な経費を計上するなどの行為も含む。

## 日本
日本の会計検査院は日本鉄道建設公団が昭和53年（1978年）に合計で2億円あまりを実態と一致しない旅費等として過剰に支出していたことを報告した。これを契機に、中央省庁や特殊法人でも同様のカラ出張による不正経理があったことが曝露・報道され、大きな問題となった。昭和54年11月には参議院決算委員会が「公費の不正経理根絶に関する決議」を行った。